# FeRAM

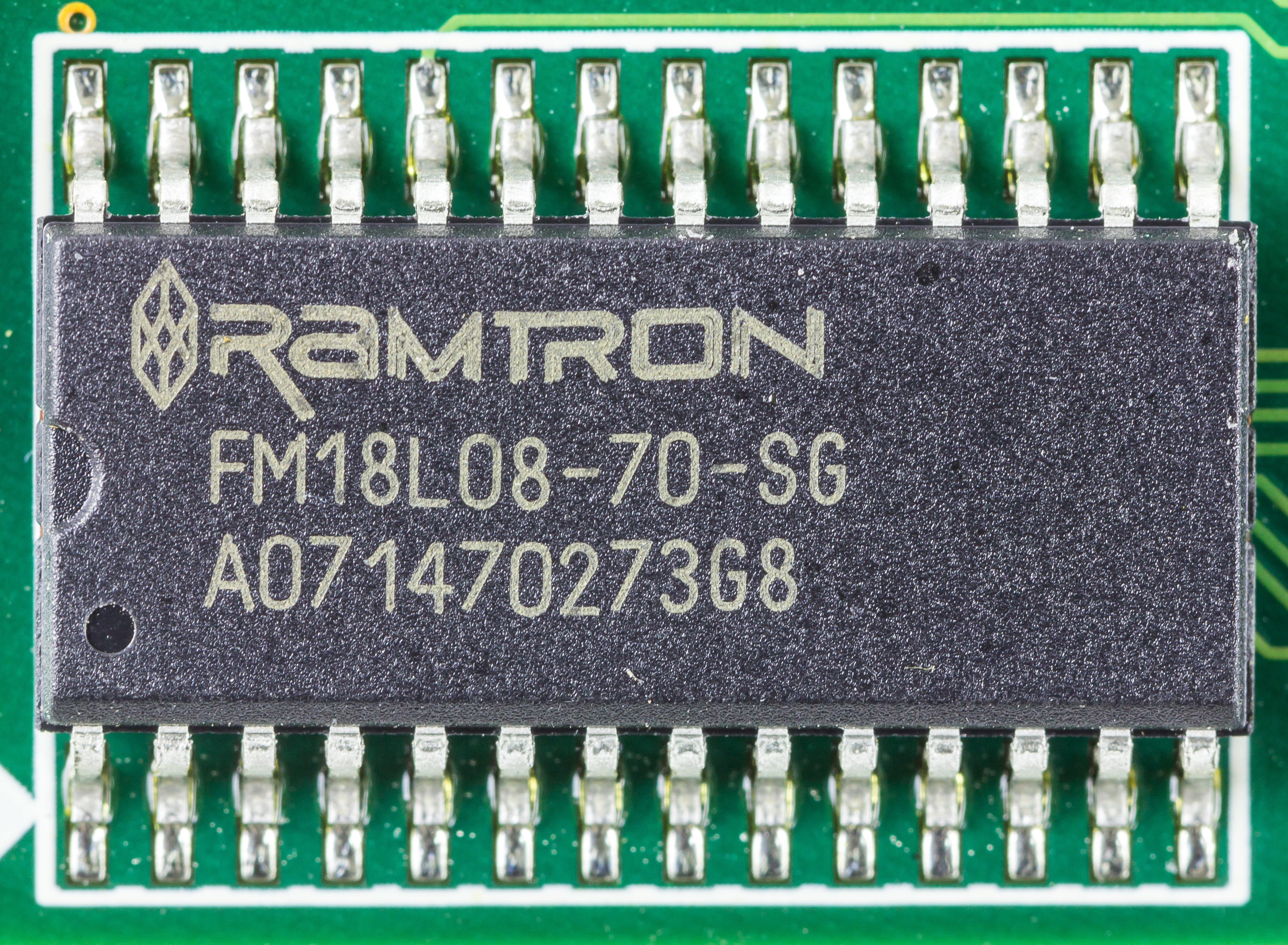
FeRAM da 256Kb

In informatica ed elettronica una FeRAM (o FRAM oppure F-RAM, acronimo dell'inglese Ferroelectric Random Access Memory, lett. "memoria ferroelettrica ad accesso casuale") è un tipo di memoria non volatile. Essa è simile nel processo costruttivo alla memoria DRAM, usata come memoria principale nella maggior parte dei computer odierni, ma usa uno strato di materiale ferroelettrico per ottenere la proprietà di non-volatilità. Malgrado il mercato delle memorie non volatili sia dominato dalla tecnologia Flash, la FeRAM offre numerosi vantaggi rispetto alla Flash: minor consumo, velocità di scrittura più elevata e un numero di cicli di scrittura/cancellazione maggiore (oltre i 1016 per i dispositivi da 3,3 V).

## Descrizione
Le memorie DRAM consistono in una griglia di piccoli condensatori insieme alla circuiteria associata necessaria per il funzionamento e per l'accesso ai dati. Ogni elemento di memorizzazione, una cella, consiste in un condensatore e un transistor, un cosiddetto dispositivo "1T-1C". Le celle DRAM scalano direttamente con la dimensione del processo di fabbricazione utilizzato. Per esempio, con il processo da 90 nm usato nel 2007 dalla maggior parte dei costruttori di memorie per creare le DRAM DDR2, la dimensione della cella è di 0.22 µm², inclusi capacità, transistor, collegamenti e un po' di "spazio isolante" tra le varie parti, sembra che il 35% di utilizzo sia tipico, lasciando il 65% dello spazio sprecato.

## Densità
Il primo fattore di costo di un sistema di memorizzazione è la densità dei componenti utilizzati. Pochi e più piccoli componenti significano che più celle possono essere contenute in un singolo chip e ciò consente di produrne molte da un singolo wafer di silicio; questi miglioramenti influiscono significativamente sul costo del componente.
Abbassare il limite scala di fabbricazione è un punto importante di confronto, generalmente la tecnologia che permette di scalare la dimensione della cella alle dimensioni inferiori sarà la più economica per bit. Le FeRAM e le DRAM sono costruttivamente simili, e possono essere generalmente costruite su linee di produzioni simili a dimensioni comparabili. In ambedue i casi il limite inferiore sembra essere definito dalla quantità di carica necessario per poter stimolare gli amplificatori di rilevamento. Per le DRAM questo sembra essere un problema a circa 55 nm, punto oltre il quale la carica memorizzata nella capacità della cella è troppo piccola per contenere una carica sufficientemente grande da poter essere rilevata. Non è chiaro se le FeRAM possano scalare alla stessa dimensione, dato che la densità di carica dello strato PZT potrebbe non essere la stessa delle placche di metallo di un normale condensatore.
Ciò detto, ad oggi gli unici dispositivi commerciali FeRAM sembrano siano stati prodotti con vecchi processi di fabbricazione, a 350 nm. Sono in corso esperimenti con processi da 180 nm e 130 nm. I primi modelli richiedevano due celle FeRAM per bit, che risultava in densità molto basse, ma questo limite è stato superato.

### Consumo
Il principale vantaggio delle memorie FeRAM rispetto alle DRAM deriva da cosa succede tra i cicli di lettura e scrittura. Nelle DRAM, la carica depositata sulle placche di metallo si disperde attraverso lo strato isolante e il transistor di controllo, e in un breve tempo svanisce. Per fare in modo che una memoria DRAM possa mantenere i dati per un tempo sufficiente, ogni cella deve essere periodicamente letta e riscritta (refresh). Ogni cella deve essere rinfrescata molte volte al secondo (circa ogni 65 ms) e ciò richiede la fornitura continua di alimentazione.
Invece, le memorie di tipo FeRAM richiedono solamente potenza durante la lettura o la scrittura di una cella. La maggior parte della potenza utilizzata nelle DRAM viene usata per il rinfresco, e quindi sembra ragionevole supporre che la potenza assorbita da una FeRAM possa essere fino al 99% più bassa di quella di una DRAM.

### Velocità
La velocità delle DRAM è limitata dalla velocità alla quale la corrente immagazzinata nelle celle può essere estratta (per la lettura) o immagazzinata (per la scrittura). Generalmente questo finisce per essere definito dalla potenza dei transistor di controllo, dalla capacità delle linee di trasporto della corrente alle celle e dal calore che il consumo del sistema genera.
FeRAM è basata sul movimento meccanico degli atomi reagendo ad un campo di forza esterno, movimento estremamente veloce, il cui tempo di assestamento è di circa 1 ns. In teoria, ciò significa che le FeRAM possono essere molto più veloci delle DRAM. Comunque, dato che l'energia deve essere trasferita nella cella per la lettura e scrittura, i ritardi elettrici e di commutazione saranno molto simili a quelli delle DRAM. Non sembra ragionevole supporre che le FeRAM possano richiedere meno carica delle DRAM, dato che le DRAM utilizzano la "carica" minima necessaria per memorizzare in modo affidabile le informazioni. Detto questo, c'è un ritardo nella scrittura dato che la carica deve fluire attraverso il transistor di controllo, e questo limita la corrente.
In confronto alle memorie Flash i vantaggi sono più evidenti. Considerando che le operazioni di lettura sono comparabili dal punto di vista delle performance, la pompa di carica necessaria per la scrittura richiede un tempo considerevole per raggiungere il potenziale necessario, un processo assente nelle FeRAM. Le memorie Flash più diffuse necessitano di circa 1 ms per scrivere un bit, mentre le attuali FeRAMs sono almeno 100 volte più veloci.
Le prestazioni teoriche di una FeRAM non sono ancora completamente chiare. Dispositivi esistenti da 350 nm hanno tempi di lettura nell'ordine 50-60 ns. Malgrado lente in confronto alle moderne DRAMs, che possono arrivare a tempi nell'ordine dei 2 ns, le più diffuse DRAM da 350 nm operano con tempi di lettura di circa 35 ns, per cui le prestazioni delle FeRAM sembrano comparabili usando lo stesso processo di fabbricazione.

## Conclusioni
La tecnologia FeRAM rimane una parte relativamente piccola del mercato dei semiconduttori. Nel 2005 le vendite mondiali di semiconduttori si attestavano sui 235 miliardi di dollari US (secondo il Gartner Group), con un mercato delle memorie flash di 18.6 miliardi di dollari US (secondo IC Insights). Le vendite annuali per il 2005 di Ramtron, forse il più grande fornitore di FeRAM al mondo, furono di 32.7 milioni di dollari US.